# Bacteria incolumis
Bacteria incolumis är en insektsart som först beskrevs av Brunner von Wattenwyl 1907.  Bacteria incolumis ingår i släktet Bacteria och familjen Diapheromeridae. Inga underarter finns listade.